# Mertajasah
Mertajasah is een bestuurslaag in het regentschap Bangkalan van de provincie Oost-Java, Indonesië. Mertajasah telt 1231 inwoners (volkstelling 2010).